# محمد الأسود
ولد الشهيد محمد محمود مصلح الأسود (جيفارا غزة) في 6 يناير 1946 في مدينة حيفا وخرج مع أسرته بعد النكبة 1948 مهاجرا إلى قطاع غزة وسكن في مخيم الشاطيء في مدينة غزة، وحاول إكمال دراسته الجامعية في جمهورية مصر العربية ولكن عائلته لم تستطع مساعدته فترك الدراسة وعاد للقطاع بعد سنة واحدة حيث عمل هناك موظفاً بسيطاً.

## التاريخ التنظيمي
بعد نكسة حزيران 1967 أصبح قائداً لإحدى المجموعات المقاتلة في منظمة طلائع المقاومة الشعبية ثم في الجبهة الشعبية لتحرير فلسطين ونفذ مع مجموعته عدة عمليات جريئة خلال بدايات العمل المسلح أوقفت سيل الزوار الصهاينة ل قطاع غزة. اعتقل الرفيق الشهيد جيفارا في 15/1/1968 وبقى في السجن لمدة سنتين ونصف حين أطلق سراحه في تموز 1970. واصل نضاله بعد خروجه من السجن مباشرة في صفوف الجبهة الشعبية لتحرير فلسطين، وقام بنشاط مكثف في اعداد المجموعات العسكرية وتدريبها وتثقيفها. تدرج بجدارة في المواقع التنظيمية لما أبداه من نشاط وانضباطي عالي وجدي وتقدير للمسؤولية وقدرة على الإبداع والمبادرة حتى أصبح نائب المسؤول العسكري، حتى تولى قيادة العمل العسكري للجبهة الشعبية لتحرير فلسطين في قطاع غزة حتي استشهاده بعد أكثر من سنتين.

## الوعي والثورة
في جو المطاردة من قبل العدو قاد جيفارا غزة رفاقه الثوار بشكل ديناميكى لا يعرف اليأس، واستطاع بسرعة ربط التنظيم السياسي والعسكري، واهتم بإنشاء اللجان العمالية والنسائية والاجتماعية ورعاية أسر الشهداء وحتى ترتيب مكتبة مركزية ومكتبات فرعية في القطاع للتثقيف السياسي والحزبي وكان مثالا في صبره واجتهاده لكل الرفاق 
استطاع جيفارا غزة ان يكسب ثقة أبناء غزة، مما مكنه من لعب دور ريادي في التصدي لمخططات إسرائيل التي استهدفت تهجير سكان غزة من خلال تنظيم المظاهرات والإضراب. وفي هذا السياق قام بالتصدي لعملاء إسرائيل الذين كانوا ركيزة الاختلال في تنفيذ مخططاته تلك.
فكرياُ كان جيفارا غزة يهتم في ظروف العمل العسكري والواجبات التنظيمية اليومية والعمليات الفدائية، يهتم اهتماما كبيرا نتيجة قدراته وإمكانياته النظرية ويلتهم ما يصل إليه من كتب بذهنية متفتحة، وكان يلتزم تماما بالنقد والنقد الذاتي في العمل التنظيمي.

## الاستشهاد
استشهد في 9/3/1973 اثر مواجهة مسلحة مع الجيش الاسرائلي وسقط معه في ذلك اليوم رفيقان آخران هما كامل العمصي وعبد الهادي الحايك.